# Naturphilosophie
La Naturphilosophie (in tedesco «filosofia della natura») è stata un complesso di correnti scientifico-filosofiche in voga nel XIX secolo legate al Romanticismo e all'idealismo tedesco, che impressero un nuovo corso alla più generale tradizione della filosofia naturale.

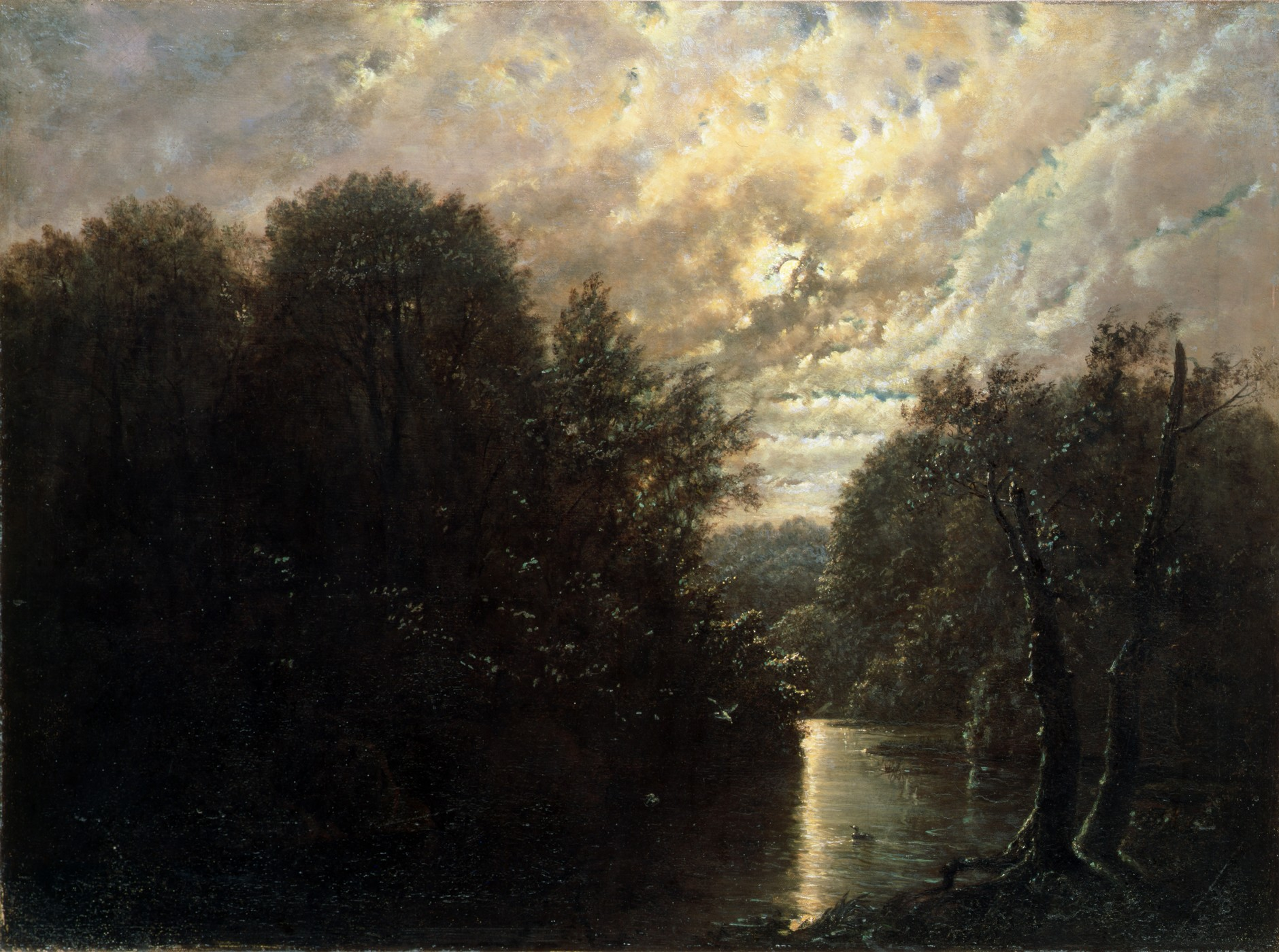
Dipinto naturalistico di Carl Gustav Carus, artista e scienziato, di un paesaggio fluviale nel parco Rosental vicino Lipsia.

Designata anche come Romantische Naturphilosophie («filosofia romantica della natura»), consisteva in un approccio allo studio della natura caratterizzato da una visione organica, vitalista e olistica, tipico dei movimenti letterari, filosofici e scientifici diffusi in Germania tra il 1790 e il 1830 circa, che cercava di superare il meccanicismo e il riduzionismo della scienza allora predominante, dalla quale fu etichettata in termini spregiativi.
Non trattandosi di una dottrina compiuta basata su opere canoniche, esistono diverse concezioni di Naturphilosophie, ispirate principalmente alla Critica del giudizio di Kant, e all'idealismo di Fichte, ma essa è stata sistematizzata principalmente da Friedrich Schelling.

Da un lato i Naturphilosophen («natur-filosofi») esaltavano l'intuizione e la ricerca di un significato simbolico dei fenomeni, da loro posti in relazione con principi ideali, proponendosi di trovare una sintesi tra opposte polarità, come essere umano e mondo, sapere empirico e metafisico, soggettività e oggettività, spirito e materia; dall'altro essi approdarono a formulazioni teoriche che hanno consentito ulteriori sviluppi nell'ambito delle scienze naturali, come l'omologia, il progresso evolutivo, lo studio di fenomeni fisici e biologici quali il magnetismo, l'elettricità, la cellula vivente. 
(L. Pearce Williams, Storia della scienza, vol. 1, pag. 7, 1962)
I suoi principali esponenti includono, oltre a Schelling, anche Herder, Oken, Hegel, Ritter, Carus, e persino poeti come Goethe, Schlegel e Novalis.

## Capisaldi dottrinali
I temi più ricorrenti della Naturphilosophie, che vedeva la natura pervasa da uno spirito trascendente, sono il finalismo, la ricerca di forze morfologiche nascoste, e l'individuazione di analogie e relazioni tra oggetti naturali diversi, sul modello della teoria paracelsiana e boehmiana delle segnature.
In particolare, lo sviluppo della corrente è stato influenzato dalla nozione, derivante dall'alchimia, di un «tipo ideale» (in tedesco Urform o Urtyp), che consentisse di individuare un nucleo fondativo di idee spirituali attorno alle quali spiegare la variabilità dinamica delle strutture organiche.

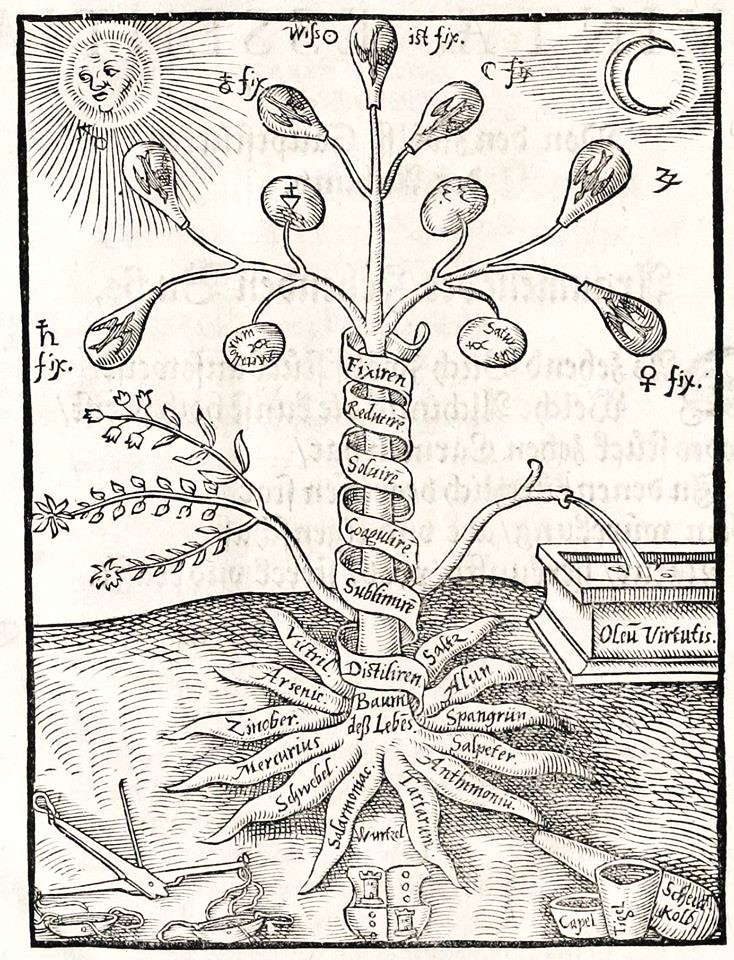
L'albero della scienza e delle sostanze in un trattato alchemico del 1574.

Il concetto di una «storia naturale», connotata cioè da un dinamismo evolutivo, caratterizzò la zoologia di Kielmeyer, Link, Treviranus. Forme unitarie furono proposte anche nell'anatomia comparata di Wolff, Blumenbach, nel pensiero botanico di Batsch, o nel prototipo di scheletro generale di Carus che si particolarizza nei singoli vertebrati, ma fu in Goethe che il concetto di Tipo Ideale acquisì una centralità fondamentale nella filosofia naturale romantica.
Riprendendo il motto di Lessing lasciato in eredità a Jacobi, hen kai pan («uno e tutto»), la Naturphilosophie considerava il proprio oggetto di indagine come un «tutto vivente», da comprendere in modo unitario utilizzando principi concettuali a priori.
La teoria vertebrale del cranio di Lorenz Oken, o quella della metamorfosi vegetale di Goethe, sono esempi di tale corrispondenza tra microcosmo e macrocosmo, che porta a considerare la natura come un «organismo globale». 
Tale unità non deriva più dalla legge fisica imposta a partire da Cartesio, né da un metodo di classificazione composita dei fenomeni, bensì dall'intuizione immediata di un rapporto di forme, cioè da una visione interiore che segua la loro trasformazione l'una nell'altra.
Leibniz aveva anticipato quest'aproccio quando parlava di «continuità delle forme». 
Anche la riscoperta di Spinoza nel contesto della «polemica panteistica» inaugurata da Jacobi, che vedeva in mente e materia due modi di un'unica sostanza, contribuì all'orientamento di una «scienza speculativa» in cui il filosofo-scienziato si elevasse dal prodotto finito (natura naturata) all'atto stesso del produrre (natura naturans), cioè all'infinita attività produttiva della natura, che si autolimita attraverso oggetti e manifestazioni finite.
In tal modo la Naturphilosophie introduceva delle distinzioni qualitative, che mettevano in risalto la ricchezza e la fertilità del mondo, talora espresse nell'estetica del «sublime», non riducibili agli aspetti quantitativi e matematici su cui si basava la scienza meccanicistica di ispirazione galileiana e newtoniana.
Tendendo a cancellare i confini tra l'organico e l'inorganico, ossia tra i fenomeni del magnetismo e del galvanismo, ai filosofi romantici si apriva così lo spettacolo di una natura capace di farsi spirito, contro la concezione tradizionale di una filosofia che riduceva quest'ultimo a una specificità del soggetto umano.
Secondo Émile Bréhier, i suggerimenti forniti ai filosofi romantici dal progresso della scienza possono essere compendiati in:
- l'idea di polarità, e
- la continuità delle forme.[17]

## Sviluppi e risultati
L'enfasi sull'articolazione degli aspetti bipolari dei fenomeni condusse a spiegazioni dinamiche della natura, con l'effetto di produrre una significativa riforma concettuale nel pensiero scientifico dell'epoca.
Lo studio del magnetismo e dell'elettricità applicato agli esseri organici, ossia del cosiddetto «galvanismo», fu portato avanti, tra gli altri, da Carl Friedrich Kielmeyer, Alexander von Humboldt, Johann Christian Reil, e in particolare da Johann Wilhelm Ritter, scopritore dell'elettrolisi e dell'ultravioletto, che definì l'ottica «una chimica trascendentale».
Contestando la concezione cartesiana della materia in termini di pura matematica o estensione quantitativa, spesso i naturfilosofi ricorsero al concetto concorrente di materia come vis viva proposto da Leibniz, cioè energia espressa dal prodotto della massa per la velocità al quadrato (e=mv2), in opposizione alla concezione inerziale di questa come semplice quantità di moto.

### Il programma schellinghiano di una filosofia della natura
La nozione di forza vitale fu tuttavia respinta da Schelling, massimo teorizzatore della Naturphilosophie, perché troppo somigliante al noumeno su cui si era arenato il kantismo; egli riteneva piuttosto che la natura non fosse mera irrazionalità, ma animata dinamicamente da un principio intelligente, progressivamente disvelabile dalla filosofia trascendentale, e da lui denominato anche «anima del mondo» (Weltseele), riprendendo echi della filosofia rinascimentale di Giordano Bruno: «lo Spirito è la Natura invisibile, mentre la Natura è lo Spirito visibile».
La sua Naturphilosophie non è una disciplina filosofica tra le altre, bensì come scrive egli stesso essa «è, in quanto tale, la filosofia intera e indivisa»;
il soggetto umano è in grado di comprendere e rappresentarsi la natura con le sue forme, perché in questa opera lo stesso spirito di cui diventiamo consapevoli nell'autocoscienza, sebbene vi agisca lì inconsciamente, pietrificato nel tempo e nello spazio. La varietà delle sue forme non le viene imposta esternamente, poiché non c'è una teleologia esterna nella natura, sicché ogni sua manifestazione non ha una valenza fine a se stessa, assurgendo semmai a simbolo che realizza un'identità tra essere e significato, non solo organico ma anche morale o sociale.
(F.W. Schelling, Trattati per la chiarificazione dell'idealismo della Dottrina della scienza, 1796-1797)
Pur ricorrendo alle analogie, Schelling mostrò cautela nel ridurre i fenomeni naturali complessi a idee, forze ed elementi semplicistici, col rischio di ipostatizzazione, e difese un empirismo rigoroso attento alla precisione senza ripudiare la quantificazione. Egli sviluppò un idealismo oggettivo, in cui la Natura mantiene una propria autonomia indipendente da ogni coscienza, anche da quella del soggetto trascendentale; la sua impostazione contribuì alla scoperta dell'elettromagnetismo da parte di Hans Christian Ørsted (1777–1851).

### L'Urphänomengoethiano
La concezione schellinghiana della natura come assoluta «fluidità» e divenire, polarizzata nelle forze dell'attrazione e della repulsione, risulta per certi aspetti affine a quella di Goethe, che la vede pulsare in un'eterna «sistole e diastole», ma quest'ultimo la rivolge a un livello più immediato e fenomenico della realtà. Per Goethe le idee con cui conosciamo il mondo appartengono ai mutamenti stessi della natura, sicché occorre comprenderle come se formassero gli oggetti medesimi, «partecipando spiritualmente alle loro creazioni», senza andare alla ricerca di cause o di formule definitorie: 
(Johann Wolfgang von Goethe, Massime e riflessioni, n. 575, edizione a cura di Max Hecker, Weimar 1907)
Esempi di idee o Urphänomen («fenomeni primordiali») che si rendono manifesti nelle forme sensibili sono per Goethe la pianta-tipo (Urpflanze), illustrata nella Metamorfosi delle piante, che rende possibile l'infinità varietà e molteplicità degli organismi vegetali, o la luce, studiata nella Teoria dei colori, che incontrandosi con le gradazioni dell'oscurità genera la varietà dei colori percepibili ordinariamente col senso della vista.

### Altri contributi

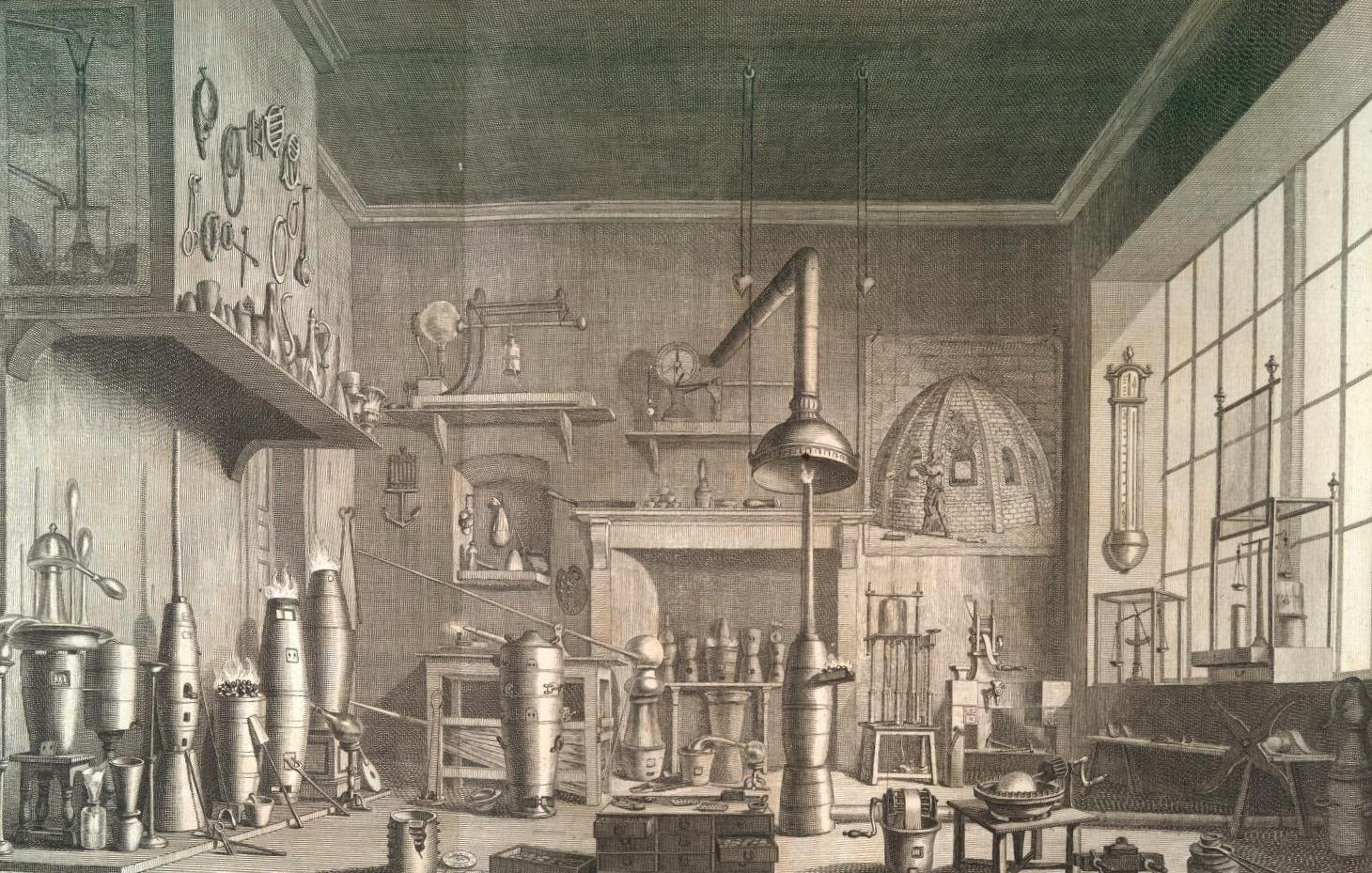
Un laboratorio chimico dell'Ottocento, dal Commercium Philosophico-Technicum di William Lewis.

Schelling e Goethe, insieme a Johann Gottfried Herder, sono i tre grandi nomi associati alla Naturphilosophie, sebbene non fossero scienziati in senso stretto, ma la cui influenza è stata decisiva ed esplicitamente riconosciuta dagli esponenti più significativi del movimento, tra cui spiccano Carl Friedrich Kielmeyer, Lorenz Oken, Johann Baptist von Spix, Henrich Steffens, Carl Gustav Carus, Johann Friedrich Meckel, oltre a Karl Eschenmayer, Franz Xaver von Baader, Karl Friedrich Burdach, Adelbert von Chamisso, Christoph Wilhelm Hufeland, Dietrich Georg von Kieser, Gotthilf Heinrich von Schubert, Gustav Theodor Fechner.
Il poeta e filosofo Friedrich Schlegel considerava la Naturphilosophie un filone tipicamente tedesco della filosofia della natura, strettamente collegato alla teosofia di Jakob Böhme, da lui ritenuta una scienza mistica, ravvisandone delle discendenze anche dall'astronomo Johannes Keplero, dall'animista Georg Ernst Stahl, e con qualche riserva dall'alchimista Jean Baptiste van Helmont.
Tra gli altri contributi, Ludolph Christian Treviranus, Christian Konrad Sprengel, e Dietrich Georg Kieser in collaborazione con Oken, concepirono le cellule vegetali non come cavità, ma come corpuscoli organizzati e individualizzati, aprendo la strada alla futura teoria cellulare.
I più idealisti furono influenzati principalmente dal lavoro di Lorenz Oken Lehrbuch der Naturphilosophie (1809), che considerava gli animali come funzioni adattative della natura sviluppate a un certo grado di specificità. I suoi seguaci si rivolsero a tracciare le fasi dell'universo, collegando la storia umana con quella del mondo mondo fisico, essendo entrambe manifestazioni ideali di Dio, e utilizzando simbolismi e analogie assimilarono tale processo a una sorta di gravidanza, sostenendo come lo stesso feto umano, nella sua gestazione, ripercorra le fasi degli stadi inferiori che hanno preceduto l'umanità.

### Lo studio della geologia

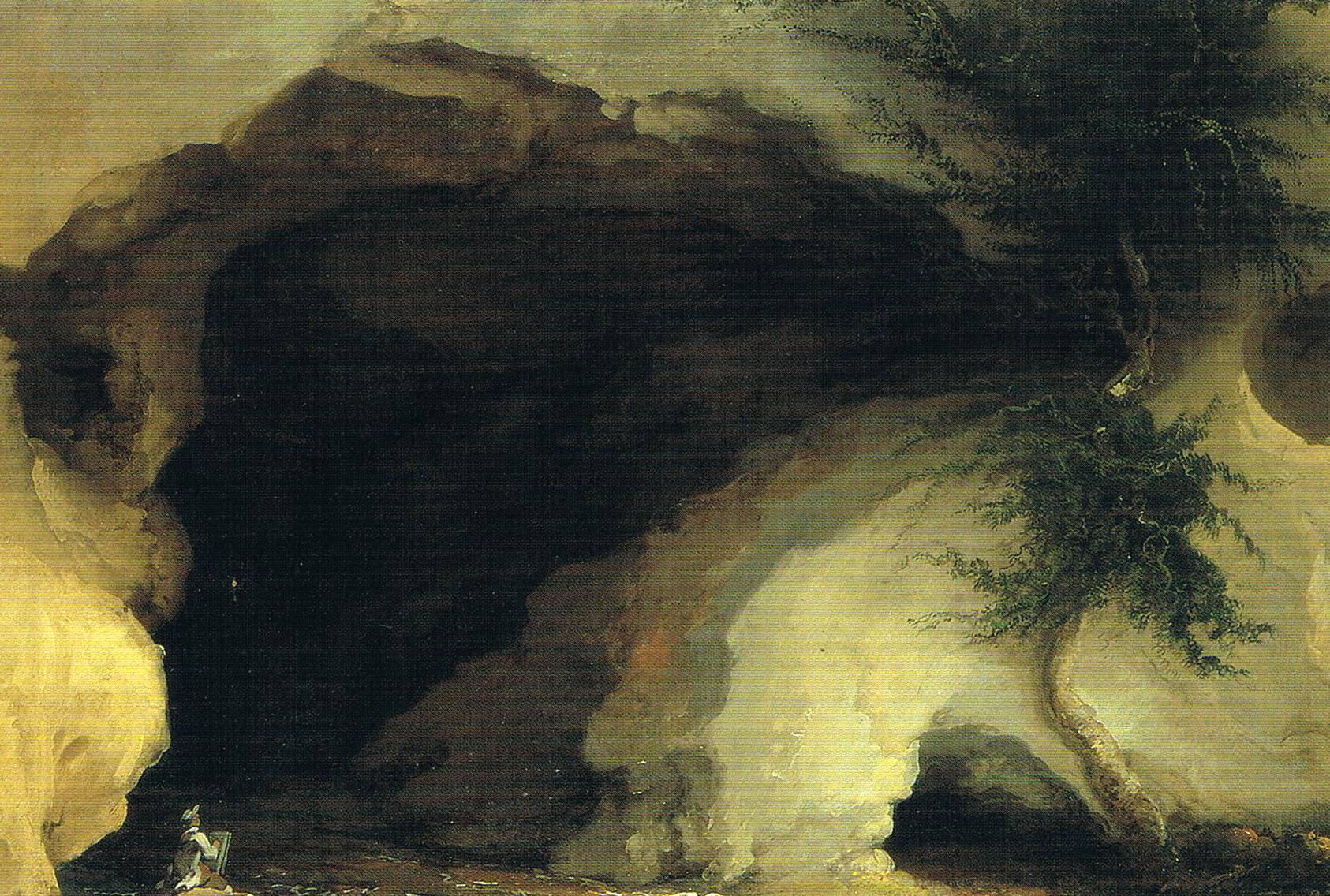
Ingresso della grotta del Beatushöhle, di Caspar Wolf (1776), che evoca una rappresentazione del «sublime».

Sorsero anche speculazioni della Naturphilosophie sulla geologia, poiché negli strati rocciosi più antichi cominciavano ad essere rinvenuti fossili che testimoniavano di ere geologiche diverse da quella attuale, e la presenza di organismi non più esistenti.
 
Esponenti come Goethe e Novalis interpretarono così le caratteristiche nascoste di elementi del genere, come le grotte, per risalire alla loro età remota e agli aspetti primordiali della natura, per scovarne la loro legge interiore di sviluppo.
Altri come Johann Blumenback collegarono la periodizzazione della storia umana a quella geologica, cercandovi un'interconnessione superiore su un piano metafisico. La realtà geologica entrò a far parte anche delle produzioni artistico-letterarie, come quelle di E.T.A. Hoffmann.

### LaNaturphilosophiehegeliana
Un certo interesse per il dinamismo vivente della Naturphilosophie emerse in Hegel, che tuttavia nella Fenomenologia dello spirito espose alcune critiche all'impostazione con cui si era sviluppato il movimento, ritenendo che il ruolo della Ragione fosse troppo limitato nel suo elevarsi alla coscienza, o concepito in termini astratti.
Nell'Enciclopedia delle scienze, Hegel mostra di ritenere che una struttura logica sia certamente inerente al mondo materiale, la quale rappresenta un aspetto dell'Idea nel momento in cui si estranea nell'«altro da sé».
Naturphilosophie è quindi lo studio di questa caduta dell'Idea nella realtà, durante il suo procedere dialettico, con cui essa perde la propria perfezione, diventando necessitata e contingente nel tentativo di riproporre la razionalità pura dello Spirito nella concretezza della Natura. Hegel intendeva evitare un totale rispecchiarsi dell'esteriorità naturale nell'interiorità umana, col rischio di animalizzare quest'ultima e di smarrirne così l'individualità, spiegando al contempo gli inconvenienti della natura proprio con l'abbandono della materia da parte dello Spirito per riappropriarsi di sé.

## Eredità
L'eredità scientifica della Naturphilosophie si può ricondurre alla visione fondamentale dell'essere come processo, mirante a uno sviluppo, con la quale (insieme ai contributi di Lamarck) venne superata la dottrina «fissista» di Linneo, il quale definiva le varie specie come entità create una volta per tutte e incapaci di modificarsi.
Essa contribuì in tal modo a diffondere varie concezioni evoluzionistiche, come quella dell'«anatomia trascendentale», ovvero la morfologia idealistica che studia le forme anatomiche generali attraverso la loro realizzazione concreta in forme specifiche, non solo più progredite, ma anche nel corso del tempo, inserendole cioè in un fattore storico-cronologico.
Sebbene originariamente basata su deduzioni e proposizioni metafisiche a priori, essa condusse a varie intuizioni scientifiche in biologia, chimica e fisica, combinando una teoria dello sviluppo e del flusso progressivo della natura dal basso verso l'alto, con una visione romantica dell'unità della Natura e delle sue leggi. 
Furono alcuni degli studiosi appartenenti a questo movimento che ad esempio portarono alla ribalta il concetto di «ricapitolazione», ossia il parallelo tra ontogenesi e filogenesi, poi divulgato da Haeckel, come esemplificazione di tale unità delle leggi naturali.
Fanno parte di questo gruppo Oken e Meckel, che erano sicuramente conosciuti da Charles Darwin, la cui teoria della selezione naturale tuttavia risultò poco conciliabile con la morfologia tipologica della Naturphilosophie, essendo stata stimolata piuttosto dall'economista Thomas Malthus.
Nella Naturphilosophie, inoltre, l'intuizione aveva la priorità come metodo: solo l'uso attivo dell'intuizione porta alla determinazione reale dell'unità originaria della materia e alla comprensione dei suoi fondamenti ideali.
Un certo influsso sul pensiero di Drawin si può far risalire a Karl Ernst von Baer, sostenitore della «legge della differenziazione», per cui l'embriologia è passaggio dall'indifferenziato allo specializzato, non da una forma all'altra, ma appunto differenziazione o specializzazione di una forma. Egli negava lo sviluppo continuo unilineare, e come il suo maestro Georges Cuvier, teorico dell'anatomia comparata, ipotizzò quattro gruppi separati di organismi.
Al di fuori della Germania, Étienne Geoffroy Saint-Hilaire è stato spesso presentato come un naturfilosofo di scuola francese, sebbene il contesto scientifico della Francia del XIX secolo fosse molto diverso da quello tedesco. Avversario di Cuvier, Hilaire si propose di ristabilire una continuità delle forme dai molluschi ai vertebrati, mentre in Inghilterra la Naturphilosophie, divulgata inizialmente da Samuel Taylor Coleridge e dalla Royal Institution, fu sostenuta dal biologo Richard Owen. In Italia fu recepita dal medico hegeliano Angelo Camillo De Meis.
Ulteriori influssi della Naturphilosophie nella filosofia si possono ritrovare in Schopenhauer ed Henri Bergson. Per il resto, essa operò sotterraneamente, riemergendo soprattutto nei movimenti esoterici della teosofia e dell'antroposofia, nei quali la corrispondenza tra lo spirito pensante e la natura organica assume una valenza cosmica: le forme dell'oggettività esteriore, in cui si è rappresa l'attività interiore, materializzandosi, consistono per Steiner nel passato dell'essere umano, che può ritrovare la propria preistoria negli attuali regni minerale, vegetale e animale, risalendo così alla coscienza di sé: «come quella che oggi è natura è stata un tempo spirito, così quello che ora è spirito sarà un giorno natura».